# Entedon philiscus
Entedon philiscus är en stekelart som beskrevs av Walker 1851. Entedon philiscus ingår i släktet Entedon och familjen finglanssteklar.
Artens utbredningsområde är:
- Bulgarien.
- Tyskland.
- Nederländerna.
- Sverige.

Arten är reproducerande i Sverige. Inga underarter finns listade i Catalogue of Life.